# Sten De Geer
Baron Sten De Geer (Stockholm, 26 april 1886 - 2 juni 1933) was een Zweedse geograaf.

## Biografie
Sten De Geer werd geboren in Stockholm als lid van de Zweedse en Nederlandse adellijke familie De Geer en was zoon van de geoloog Gerard de Geer (1858-1943). Hij promoveerde in 1911 en werd in hetzelfde jaar benoemd als universitair docent voor geografie aan de universiteit van Uppsala (1911-1912). Van 1911-1928 doceerde De Geer aan de Handelshogeschool van Stockholm. 
In 1913 kwam de leerstoel geografie aan de universiteit van Lund vacant. Er waren zeven gegadigden, waaronder Helge Nelson en Sten De Geer. De benoemingscommissie bestond uit twee Zweedse geografen en een Duitse geograaf (Albrecht Penck). Door het uitbreken van de Eerste Wereldoorlog werd de benoemingsprocedure vertraagd en eerst in 1916 afgerond. Ondanks de voorkeur van de Zweedse leden van de benoemingscommissie voor Sten De Geer, liet de Faculteit Filosofie zich leiden door het gezag van Albrecht Penck, die zich uiteindelijk uitsprak voor Helge Nelson. In 1928 was De Geer kandidaat voor de opvolging van Gunnar Andersson aan de Handelshogeschool van Stockholm, maar ook hier wist hij de leerstoel niet te bemachtigen. In hetzelfde jaar werd hij benoemd in Göteborg (stad). Hij doceerde hier tot zijn overlijden in 1933.

## Wetenschappelijk werk
In 1911 promoveerde De Geer op een proefschrift over de morfologie van de Klar Älv, de langste rivier van Zweden (‘Klarälfvens serpentinlopp och flodplan’). Al in dit proefschrift bleek zijn grote voorkeur voor kaarten als instrument voor de analyse van geografische gegevens. In dezelfde periode deed hij onderzoek naar de Dal Älv. De belangstelling voor de morfologie van rivieren werd later uitgebreid naar meren en havens. In 1912 deed hij onderzoek naar het functioneren van de belangrijkste havens rond de Oostzee en 15 jaar later deed hij dit onderzoek nog een keer om op basis van omvangrijk kaartmateriaal conclusies te trekken over de ontwikkeling van de havens. In het verlengde van dit onderzoek kan de studie over de geografische aspecten van Groot Stockholm worden genoemd (1922).
Als cartograaf experimenteerde De Geer met verschillende representatiemethoden. In 1919 werd de befaamde bevolkingsatlas van Zweden gepubliceerd: ‘Karta över Befolkningens Förderling i Sverige den 1 januari 1917’. De wijze waarop de data werden weergegeven wekte bewondering en veel navolging. Innovatief was de ontwikkeling van de stippenmethode. Hij was de eerste die de stip gebruikte om de bevolkingsdichtheid in een gebied weer te geven. Elke stip op de kaart vertegenwoordigde een bepaald aantal inwoners (het aantal was afhankelijk van de schaal van de kaart). De locatie van de huizen op de topografische kaart bepaalde de positie van de stippen. Grote bevolkingsconcentraties werden weergegeven als kleine wereldbollen.
In 1922 doceerde De Geer enige tijd aan de universiteit van Chicago. Met de Amerikaanse geograaf Mark Jefferson reisde hij door Ohio en Pennsylvania voor een onderzoek naar bevolkingsspreiding. Zijn bevindingen publiceerde hij in 1927 in een invloedrijk artikel The American Manufacturing Belt. Naast eigen waarnemingen maakte hij gebruik van statistische gegevens van de beroepsbevolking. Hij analyseerde de ligging van de verschillende industriële gebieden en vergeleek ze met de industriegebieden van Europa.
De staatkundige veranderingen na de Eerste Wereldoorlog inspireerden De Geer tot het publiceren van een artikel in het tijdschrift Ymer in 1920 over de nieuwe kaart van Europa. Later werd dit artikel omgewerkt tot een boek (Det Nya Europa, 1922). Uit deze studies kwam zijn belangstelling voor regionaliseringsvraagstukken naar voren. Op basis van een combinatie van fysisch-geografische en raskenmerken (lengte, schedelvorm en oogkleur) publiceerde hij verschillende studies over Scandinavië.
Het pragmatische karakter van het geografisch onderzoek van De Geer wordt ook teruggevonden in zijn beschouwing over de aard van de geografie. In 1923 publiceerde hij een artikel On the Definition, Method and Classification of Geography.

## Publicaties (selectie)
- Klarälfvens serpentinlopp och flodplan, 1911
- Karta över Befolkningens Förderling i Sverige den 1 januari 1917, 1919
- A Map of the Distribution of Population in Sweden: Method of Preparation and general Results, 1922
- On the Definition, Method and Classification of Geography, 1923
- The kernel area of the Nordic race, 1926
- The American Manufacturing Belt, 1927
- The subtropical belt of old Empires, 1928
- Der geologische Fennoskandia und das geographische Baltoskandia, 1928